# Mogamulizumab
Il mogamulizumab, noto con il nome commerciale di Poteligeo, è un anticorpo monoclonale umanizzato, fucosilato, che ha per bersaglio il recettore CCR4 per le chemochine. La Food and Drug Administration (FDA) statunitense ha approvato l'uso del mogamulizumab nell'agosto 2018 per il trattamento della micosi fungoide refrattaria ad altre terapie e della sindrome di Sézary. È stato inoltre approvato in Giappone nel 2012 per la cura della leucemia a cellule T dell'adulto resistente alle terapie o recidivante, nonché per alcune forme di linfoma cutaneo a cellule T; quest'ultimo uso terapeutico è scaturito da uno studio clinico su 28 pazienti nei quali si è dimostrata l'efficacia dell'anticorpo.
Il precursore del mogamulizumab fu un anticorpo murino (KM2160) contro il recettore CCR4 umano, realizzato nel 1996 con una collaborazione tra Kouji Matsushima dell'Università di Tokyo e la casa farmaceutica Kyowa Kirin della capitale giapponese; Kyowa Kirin umanjzzò l'anticorpo modificandolo opportunamente e facendogli esprimere geni umani su una coltura di cellule del criceto cinese (Cricetulus griseus) nelle quali il gene FUT8 era stato silenziato per poter produrre anticorpi sprovvisti di fucosio nel frammento Fc. Il mogamulizumab, ritenuto capace di stimolare la citotossicità mediata da cellule dipendente da anticorpi, fu testato per la prima volta sugli esseri umani nel 2007.
Nel 2008 la Kyowa Kirin vendette i diritti (ammontanti a circa 100 milioni di dollari statunitensi) ad un'altra casa farmaceutica, l'Amgen, per utilizzare il mogamulizumab per tentare di sviluppare terapie all'infuori dell'ambito oncologico. L'Amgen iniziò un trial clinico testando il mogamulizumab nel trattamento dell'asma e chiuse l'accordo con la Kyowa Kirin nel 2014.
Nel 2014 emerse che il mogamulizumab si era reso responsabile di reazioni avverse consistenti in rash cutanei ed insorgenza della sindrome di Stevens-Johnson.
Nel 2017, la Food and Drug Administration FDA statunitense garantì la priority review (indagine prioritaria al fine di verificare l'efficacia e la possibile applicazione terapeutica di un farmaco) per il trattamento del linfoma cutaneo a cellule T mediante mogamulizumab. La piena approvazione di questa terapia fu ufficializzata nell'agosto 2018. La FDA considera il mogamulizumab una first-class medication, ossia un farmaco attraverso il quale viene attuata una strategia terapeutica innovativa e radicalmente diversa da tutte le altre terapie conosciute per quel tipo di patologia (nella fattispecie, i tumori cutanei).
Il mogamulizumab viene anche studiato come possibile indicazione terapeutica per la paraparesi spastica tropicale, una mielopatia associata al virus linfotropico delle cellule T umane; uno studio clinico ha evidenziato, tra la fase I e la fase IIa, una diminuzione significativa della carica virale e dei marker infiammatori nel liquido cerebrospinale dei pazienti a cui è stato somministrato l'anticorpo; inoltre, i pazienti curati con il mogamulizumab hanno sperimentato nel 79% dei casi una riduzione della spasticità muscolare e nel 32% dei casi una diminuzione della disabilità motoria.